# 驿前石屋里民宅
驿前石屋里民宅位于中国江西省抚州市广昌县驿前镇，2013年被列为第七批全国重点文物保护单位。
驿前石屋里民宅建于清康熙五十五年（1716年），坐北朝南，平面呈长方形，面阔21米，进深38.6米，占地面积810平方米，共有两幢风格相同的建筑相连，分上、中、下三厅，有房间27间，天井7处。三厅地面均用水磨方形砖镶嵌，有过道相通。建筑的墙、柱、穿坊、地面、天井、神龛均采用石块磨光砌成，是全石材建筑。